# Roberto Mangabeira Unger
Roberto Mangabeira Unger (ur. 1947 w Rio de Janeiro) – brazylijskim teoretyk społeczny, polityk i profesor prawa na uczelni Harvard Law School. Jest jedynym pracownikiem naukowym z Południowej Ameryki na tej uczelni. Był powiązany z ruchem krytycznych studiów nad prawem, w krótkim okresie pomiędzy końcem lat siedemdziesiątych i początkiem osiemdziesiątych XX wieku. W późniejszym okresie odszedł od założeń ruchu. Jednym z jego uczniów był Barack Obama.

## Publikacje
- Roberto Mangabeira Unger: Ruch studiów krytycznych nad prawem. Warszawa: Wolters Kluwer Polska - OFICYNA, 2005. Brak numerów stron w książce